# Zellberg
Zellberg est une commune autrichienne du district de Schwaz dans le Tyrol.